# Gürün
Gürün est une ville et un district de la province de Sivas dans la région de l'Anatolie centrale en Turquie.

## Personnalités
- Metin Göktepe, journaliste né à Gürün en 1968.
- Krikor Guerguerian (1911-1988), prêtre catholique et archiviste arménien, né à Gürün.